# Maria Rönnbäck
Ida Maria Rönnbäck, född 30 mars 1989, är en svensk före detta fotbollsmålvakt. 
Rönnbäcks moderklubb är Hornskrokens IF. Därefter spelade hon för Alviks IK. Inför säsongen 2009 gick Rönnbäck till Åland United.
I januari 2012 värvades Rönnbäck av Piteå IF. Efter säsongen 2015 lämnade Rönnbäck klubben då hon flyttade till Göteborg för studier.
Rönnbäck spelade en landskamp för Sveriges U17-landslag 2005.

## Meriter
Åland United
- Damligan (1): 2009